# الرص
الرص (به عربی: الرص) یک منطقهٔ مسکونی در عربستان سعودی است که در Bareq, Asir واقع شده‌است. الرص ۲٬۰۰۰ نفر جمعیت دارد و ۳۶۵ متر بالاتر از سطح دریا واقع شده‌است.